# لارداسويري

لارداسويري هي بلدة تقع في مقاطعة فيستلاند، النرويج.